# Nils Eriksen
Nils Kristian Eriksen (Gjerpen, 5 maart 1911 – Moss, 5 mei 1975) was een Noors voetballer die gedurende zijn carrière als verdediger speelde voor Odd Grenland en Moss FK. Hij was ook actief als voetbaltrainer. Eriksen overleed op 64-jarige leeftijd in Moss.

## Interlandcarrière
Eriksen, bijgenaamd Påsan, won met het Noors voetbalelftal de bronzen medaille op de Olympische Zomerspelen 1936 in Berlijn, Duitsland. De ploeg onder leiding van bondscoach Asbjørn Halvorsen won in de troostfinale met 3-2 van Polen dankzij drie treffers van aanvaller Arne Brustad. Eriksen maakte tevens deel uit van de Noorse selectie voor het WK voetbal 1938. In totaal speelde hij 47 interlands voor zijn vaderland in de periode 1931–1939. In zijn laatste negentien interlands droeg hij de aanvoerdersband.